# Liste der Monuments historiques in La Gripperie-Saint-Symphorien
Die Liste der Monuments historiques in La Gripperie-Saint-Symphorien führt die Monuments historiques in der französischen Gemeinde La Gripperie-Saint-Symphorien auf.

## Liste der Bauwerke
| Bezeichnung          | Beschreibung              | Standort | Kennzeichnung | Schutzstatus | Datum | Bild           |
| -------------------- | ------------------------- | -------- | ------------- | ------------ | ----- | -------------- |
| Kirche St-Symphorien | Erbaut im 12. Jahrhundert | (Lage)   | PA00104705    | Classé       | 1995  | weitere Bilder |

## Liste der Objekte

### Kirche St-Symphorien
| Bezeichnung                                 | Beschreibung                                                    | Standort | Kennzeichnung | Schutzstatus | Datum | Bild |
| ------------------------------------------- | --------------------------------------------------------------- | -------- | ------------- | ------------ | ----- | ---- |
| Gemälde Martyrium des heiligen Symphorianus | Öl auf Leinwand, von Jean Bragny, 1641                          | (Lage)   | PM17000150    | Classé       | 1908  |      |
| Altar                                       | Vorderseite eines Altars; Holz, farbig gefasst, 18. Jahrhundert | (Lage)   | PM17000629    | Classé       | 1994  |      |
| Gemälde Mariä Himmelfahrt                   | Öl auf Leinwand, von Jean Bragny, 1676                          | (Lage)   | PM17000149    | Classé       | 1908  |      |
| Glocke                                      | Bronze, 1629 gegossen                                           | (Lage)   | PM17000151    | Classé       | 1908  |      |